# Premio Sapir
Il Premio Sapir per la letteratura è un riconoscimento letterario assegnato annualmente a un'opera letteraria in lingua ebraica.
Istituito nel 2000 sul modello del Booker Prize in onore del politico israeliano Pinchas Sapir, è amministrato e sponsorizzato dalla Mifal HaPais, la lotteria nazionale d'Israele.
Ogni anno vengono selezionati 5 finalisti che ricevono 40000 NIS mentre il vincitore viene premiato con 150000 NIS.
Non va confuso con il quasi omonimo premio statunitense biennale Edward Sapir Book Prize istuituito nel 2001 dalla Society for Linguistic Anthropology e riservato a opere di sociolinguistica.

## Albo d'oro
- 2024 : Yossi Avni-Levy, Three Days in Summer[7]
- 2023 : Ofra Offer Oren, What Happened to Hagar in Eilat?[8]
- 2022 : Orit Ilan, Sister to the Pleiades[9]
- 2021 : Hila Blum, Come amare una figlia (Eich leehov et bitcha)[10]
- 2020 : Sami Berdugo, Donkey
- 2019 : Ilana Bernstein, Tomorrow We’ll Go to The Amusement Park[11]
- 2018 : Etgar Keret, Un intoppo ai limiti della galassia (Takalah be-ketseh ha-galaksyah)[12]
- 2017 : Esther Peled, Widely Open Underneath
- 2016 : Michal Ben-Naftali, L'insegnante (ha-Morah)
- 2015 : Orly Castel-Bloom, Romanzo egiziano (Haroman hamitzri)[13]
- 2014 : Ruby Namdar, The Ruined House[14]
- 2013 : Noa Yedlin, בעלת הבית
- 2012 : Shimon Adaf, Mox Nox
- 2011 : Haggai Linik, Prompter Needed
- 2010 : Yoram Kaniuk, 1948 (Tashach (5708))
- 2009 : Non assegnato
- 2008 : Zvi Yanai, Il fratello perduto (Schelcha, Sandro)
- 2007 : Sara Shilo, The Falafel King is Dead
- 2006 : Ron Leshem, Tredici soldati (Beaufort)
- 2005 : Alona Frankel, Girl
- 2004 : Dan Tsalka, Tsalka's ABC
- 2003 : Amir Gutfreund, Ahuzot HaHof
- 2002 : Gail Hareven, Le confessioni di Noa Weber (She' ahavà nafshì)
- 2001 : David Grossman, Qualcuno con cui correre (Misheu laruz ito)
- 2000 : Haim Sabato, Adjusting Sights[15]